# Dere reticulata
Dere reticulata är en skalbaggsart som beskrevs av J. Linsley Gressitt 1942. Dere reticulata ingår i släktet Dere och familjen långhorningar.
Artens utbredningsområde är Laos. Inga underarter finns listade i Catalogue of Life.